# ダニエル・アデア
ダニエル・アデア（Daniel Adair、1975年2月19日 - ）は、カナダのドラマー、ミュージシャン。カナダのロックバンド、ニッケルバックのドラマーであり、元3ドアーズ・ダウンのドラマーでもあった。

## 来歴
1975年2月19日にカナダのバンクーバーにて生まれる。父親がドラムを叩いていた影響で、13歳でドラムを叩き始める。最初に叩いたドラムセットは父親が所蔵していた67年製のLudwigのセットだったという。最初に影響を受けたドラマーはジョン・ボーナム、ニール・パート、ティム・アレキサンダー、ラーズ・ウルリッヒ等。
高校の頃ドラムをあまり叩かない時期があったが、楽器屋で働き始めてからその環境に触発されて本格的にドラムを再開。デニス・チェンバース、ヴィニー・カリウタ、デイヴ・ウェックル、ヴァージル・ドナティといったドラマーに傾倒し、ベースを弾いたりドラムレッスンを受けたりしはじめ、地元のバンドでセッションドラマーとしてたくさん演奏するようになる。
この頃にギタリストのDavid Martoneと出会い、彼のバンドに参加。ダニエル曰く「Davidは今まで一緒に仕事をしたギタリストの中で最もすごい」とのことで、音楽的に成長することができたという。3枚のアルバムをレコーディングし、ニッケルバックに参加してからも2枚のアルバムに参加している。この頃からバックコーラスとして歌い始めるスキルを習得。また、週に15人もの生徒にドラムレッスンを教えるようにもなる。
2002年に最初の転機が訪れる。アメリカのロックバンド、3ドアーズ・ダウンに呼ばれ加入し、2004年までレコーディングとツアーに参加する。1枚のアルバムをレコーディングし、1枚のライブアルバム、1枚のライブDVDにも登場。脱退後に発売されたアルバム『Seventeen Days』（日本版未発売）はビルボードチャート最高位#1を獲得する。
2005年1月に再び転機が訪れる。突然ニッケルバックに呼ばれバンクーバーのスタジオで「Far away」のレコーディングに参加、そのまま加入。現在に至る。

## 音楽性
現在はDWのドラムを使用。シンバルはセイビアン、ヘッドはREMOを使用している。セットアップは２タム１フロア、ツインペダルの１バスと比較的オーソドックスなもので、サブスネアを左手側に配置している。
2015年のツアーではフロアタムを二つに増やした模様。
タイトで重いリズムが特徴。ニッケルバックではコーラス面でも貢献。

## 人物
既婚。両耳と、左上まぶたにつけたピアス、そして右腕に大きく入れてあるタトゥーが外見上の特徴。

## ディスコグラフィ

### ニッケルバック
- 『オール・ザ・ライト・リーズンズ』 - All the Right Reasons (2005年)
- 『ダークホース』 - Dark Horse (2008年)
- 『ヒア・アンド・ナウ』 - Here and Now (2011年)
- 『ノー・フィックスド・アドレス』 - No Fixed Address (2014年)
- 『フィード・ザ・マシーン』 - Feed The Machine (2017年)

### 3ドアーズ・ダウン
- Seventeen Days (2005年)

### Martone
- Zone (1999年)
- A Demon's Dream (2002年)
- When Aliens Come (2006年)
- Clean (2008年)

他にもTheory of a Deadman、Bo Bice、Faber Drive、David Anthony Project、Jet Black Stare、Thornley、Burn Halo、Sherry St. Germain、Aaron Pritchettなどの作品でもレコーディングに参加している。